# Монастырь Савина
Монасты́рь Са́вина (серб. Манастир Савина) — монастырь Черногорско-Приморской митрополии Сербской православной церкви, расположенный в 2 км от города Герцег-Нови, на высоком берегу Которского залива, в густом средиземноморском лесу. Монастырь был назван в честь святителя Саввы, первого архиепископа сербского.
В комплексе монастыря три церкви: Малая Успенская церковь, Большая Успенская церковь и небольшая церковь Святого Саввы, расположенная за пределами комплекса, у верхнего кладбища.

## История
Малый храм Успении Пресвятой Богородицы — десять метров в длину и шесть метров в ширину. Скорее всего построен в 1030 годах, хотя самая старая запись, в которой монастырь был упомянут относится к 1648 году. Восстановление монастыря, начатое в конце XVII века, с прибытием монахов, высланных из Монастыря Тврдош (Босния и Герцеговина), была завершена в 1831 году.
В монастыре находится большое количество реликвий, которые происходят из эпохи Неманичей (мощи царицы Елены, крест святого Саввы), в том числе и тех, перенесенные из Монастыря Тврдош.
Храм Святого Саввы, находищийся вне монастырского комплекса, был построен, как считается, стараниями самого святого Саввы в XIII веке. 
Большой храм Успении Пресвятой Богородицы был построен между 1777 и 1799 годами зодчим Николой Форетичем с острова Корчула.
Интересна также монастырская коллекция икон работы русских, итальянских и критских мастеров. В библиотеке монастыря хранится более 5 000 редких манускриптов, среди её экспонатов — уникальное рукописное Евангелие 1375 года.
В 2005 году в Савином монастыре на Джюрджевдан (День Святого Георгия) принял крещение знаменитый сербский режиссёр Эмир Кустурица.